# Скрипилово
Скрипилово — деревня в Вологодском районе Вологодской области.
Входит в состав Старосельского сельского поселения, с точки зрения административно-территориального деления — в Старосельский сельсовет.
Расстояние по автодороге до районного центра Вологды — 55 км, до центра муниципального образования Стризнево — 14 км. Ближайшие населённые пункты — Новгородово, Деревягино, Дор.
По переписи 2002 года население — 12 человек.